# Klandertalan
Klandertalan är en gammal juridisk term med samma betydelse som överklagande, eller när det gäller beslut, besvär.

## Klander av testamente
Endast arvinge kan klandra testamente efter avliden person enligt 14 kap 5 § ärvdabalken jämfört med 13 kap ÄB. Sådan talan ska väckas inom sex månader från det arvingen erhöll del av testamentet enligt 14 kap 5 § ÄB.
Sådan klandertalan måste grunda sig på någon ogiltighetsgrund enligt 13 kap ÄB. Arvinge som godkänt testamente har ingen rätt till klandertalan.

## Klander av bolagsstämmobeslut i AB
Aktieägare, styrelse eller vd kan väcka klandertalan mot bolagsstämmobeslut om det strider mot aktiebolagslagen. Talan ska då väckas mot  bolaget vid allmän domstol.
Sådan talan måste väckas  inom tre månader från dagen för beslutet. Undantag kan föreligga enligt 7 kap 51 § andra och tredje st.

## Klander av föreningsstämmobeslut
Föreningsmedlem och styrelse i ekonomisk förening kan väcka talan vid allmän domstol mot förening om föreningsstämmobeslut inte har kommit till i behörig ordning. Talan ska väckas inom tre månader från dagen för beslutet. Väcks inte talan inom denna tid, är rätten till talan förlorad. Undantag kan föreligga enligt 7 kap 17 § tredje och fjärde st.
Motsvarande gäller även för bostadsrättsförening.
Styrelseledamot eller medlem eller innehavare av rättighet i medlemsfastighet i
samfällighetsförening kan klandra beslut vid föreningsstämma genom att väcka talan mot föreningen vid Mark- och miljödomstol om beslutet inte har kommit till i behörig ordning eller strider mot stadgar eller lagar

## Klander av skiljedom
Part kan klandra skiljedom enligt 36 § lag om skiljeförfarande. Kan skiljedom inte angripas enligt 36 § kan klandertalan väckas enligt 34 § samma lag.
Klandertalan har helt eller delvis ogillats i nittio procent av undersökta skiljedomar. Den vanligaste grunden för upphävande har varit behörighetsöverskridande eller processuella brister.

## Rättshistoria
Klandertalan kunde väckas enligt 23 kap 8 § ärvdabalken. Talan skulle väckas mot övriga dödsbodelägare. Av NJA 1981 s 548 framgår att dödsbodelägare riktat klandertalan mot ett dödsbo istället för mot övriga dödsbodelägare. Kärandens talan avvisades som för sent väckt.